# Agramonte (Zaragoza)
Agramonte es un enclave del término de Tarazona y antiguamente un pequeño núcleo de población. La Carta de Población de Agramonte (Acrimontis) está fechada en 1113, según documentación archivada en Corpus Diacrónico del Español, de la Real Academia Española.
Hay edificaciones diseminadas como el antiguo sanatorio de tuberculosos, la Casa de los Guardas, (ahora oficina de información y centro de interpretación del parque natural de la Defesa de Moncayo), la Casa de los Forestales y un bar-restaurante.

## Toponimia
El topónimo Agramonte se explica por el latino ACREM MONTEM ("monte con mucha pendiente"), que explica topónimos parecidos en Albacete (Agramón, pedanía de Hellín), en Lérida (Agramunt), y en la parte actualmente francesa del antiguo Reino de Navarra (Agramont). Es en Navarra de hecho donde que es más frecuente el apellido Agramonte.
En los textos medievales puede encontrarse mencionado este topónimo como Torre de Agramont.